# カーネギー研究所
カーネギー研究所（英語：Carnegie Institution for Science）は、1902年に鉄鋼王アンドリュー・カーネギー (Andrew Carnegie) が設立した、科学研究を支援する財団である。設立時の名称はワシントン・カーネギー協会（Carnegie Institution of Washington）。今日、カーネギー研究所は植物生物学、発生生物学、天文学、材質科学、環境生態学、地球惑星科学の6分野の研究をサポートしている。

## 名称
現在、6分野の研究機関はアメリカ合衆国各地に設置されている。設立当初の「ワシントン・カーネギー協会」（Carnegie Institution of Washington）という名称は、ワシントン以外にも研究機関が分散しているという現状に反している上、何をしている機関なのか分かりにくいという理由から、2007年に現在の名称である「カーネギー研究所」（Carnegie Institution for Science）を公式に使用し始めた。ただし法律上の名称は、設立当初のワシントン・カーネギー協会のままである。なお、デール・カーネギー（Dale Carnegie）が設立したデール・カーネギー研究所（Dale Carnegie Institute）とは異なる。

## 歴史
カーネギーはセオドア・ルーズベルト大統領にかけあい、1000万ドルで新しい組織をつくる準備ができたと公表した。寄付金は、1907年に200万ドルが追加され、1911年にはさらに1000万ドル増えた。
発足時の理事として、大統領、上院議長、下院議長、スミソニアン協会の秘書、および米国科学アカデミーの長をふくむ総勢27人が選出された。初会合は1902年1月29日に国務長官のオフィスで催されて、ジョンズ・ホプキンズ大学の学長であったダニエル・ギルマンが理事長に選ばれた。翌年、議会は研究所の法人格を認めた。
設立当初から萌芽的な科学研究を育成し、レーダ技術やRNA干渉を操作する技術などを通じて社会へ貢献している。20世紀初めから中盤にかけて活躍した研究者には、以下のような者が含まれる。
- エドウィン・ハッブル（Edwin Hubble）：系外銀河や宇宙膨張などの発見
- チャールズ・リヒター（Charles Richter）：地震のリヒター・スケールの考案
- バーバラ・マクリントック（Barbara McClintock）：トランスポゾンの発見により1983年にノーベル生理学・医学賞を受賞
- アルフレッド・ハーシー（Alfred Hershey）：ウイルスの複製と遺伝機構の解明により、1969年にノーベル生理学・医学賞を受賞
- ヴェラ・ルービン（Vera Rubin）：銀河の回転曲線から暗黒物質（dark matter）の存在を発見
- アンドリュー・ファイアー（Andrew Fire）：RNA干渉の発見により2006年のノーベル生理学医学賞を受賞

天文学分野では、カーネギー研究所 天文台（The Observatories of Carnegie Institution of Washington、略称：カーネギー天文台）が運営されている。本部をカリフォルニア州パサデナに置く。チリのラスカンパナス天文台において観測施設を運用している。
かつては歴史研究部門があり、アメリカ合衆国による古代マヤ文明の遺跡調査の中心だった。1913年にシルヴェイナス・モーリーが初代のマヤ調査部長となり、1929年にはアルフレッド・V・キダーにかわって、メキシコや中央アメリカを調査した。しかし1957年のスプートニク・ショックによって、研究所は科学・原子力部門に集中することになり、歴史研究部門は閉鎖された。研究資料はハーバード大学附属ピーボディ考古学・民族学博物館が受け継いだ。